# Torneo de Hong Kong 2018
El Hong Kong Open 2018 fue un torneo de tenis profesional jugado en canchas duras. Fue la novena edición del torneo, siendo parte de la WTA Tour 2018. Se disputó en el Victoria Park Tennis Stadium de Hong Kong.

## Distribución de puntos
| Modalidad           | Campeona | Finalista | Semifinales | Cuartos de final | 2ª ronda | 1ª ronda | Clasificadas | 2ª ronda de clasificación | 1ª ronda de clasificación |
| Individual femenino | 280      | 180       | 110         | 60               | 30       | 1        | 18           | 12                        | 1                         |
| Dobles femenino     | 280      | 180       | 110         | 60               | 1        | -        | -            | -                         | -                         |

## Cabezas de serie

### Individuales femenino
| Tenista          | Ranking | Preclasificada |
| Elina Svitolina  | 5       | 1              |
| Naomi Osaka      | 6       | 2              |
| Jeļena Ostapenko | 13      | 3              |
| Garbiñe Muguruza | 14      | 4              |
| Lesia Tsurenko   | 27      | 5              |
| Wang Qiang       | 28      | 6              |
| Daria Gavrilova  | 33      | 7              |
| Alizé Cornet     | 39      | 8              |

- Ranking del 1 de octubre de 2018.[2]

### Dobles femenino
| Tenista                        | Ranking | Preclasificada |
| Hao-Ching Chang Zhaoxuan Yang  | 55      | 1              |
| Alicja Rosolska Abigail Spears | 64      | 2              |
| Miyu Kato Makoto Ninomiya      | 67      | 3              |
| Shuko Aoyama Lidziya Marozava  | 84      | 4              |

## Campeonas

### Individual femenino
Dayana Yastremska venció a  Qiang Wang por 6-2, 6-1

### Dobles femenino
Samantha Stosur /  Shuai Zhang vencieron a  Shuko Aoyama /  Lidziya Marozava por 6-4, 6-4 